# 高街車站 (IND第八大道線)
高街車站（英語：High Street station），又名「高街-布魯克林大橋車站」（英語：High Street–Brooklyn Bridge station）、「布魯克林大橋廣場車站」（英語：Brooklyn Bridge Plaza station）及「克蘭貝里街車站」（英語：Cranberry Street station）是紐約地鐵IND第八大道線的一個地鐵站，位於布魯克林布魯克林高地卡德曼廣場東近紅十字廣場和布魯克林橋。其名字來自舊街名，原位置為高街及華盛頓街交界，設有A線（任何時候停站）、C線（任何時候停站（深夜除外））列車服務。

## 車站結構
| G       | 街道               | 出入口                                                                                    |
| B1      | 夾層               | 閘機、車站詢問處                                                                          |
| B1      | 夾層               | 扶手電梯、往出口                                                                          |
| B2 月台 | 北行               | 往英伍德-207街（福爾頓街） · 往168街（福爾頓街）                                          |
| B2 月台 | 島式月台，左側開門 |                                                                                           |
| B2 月台 | 南行               | 往勒弗茲林蔭路/遠洛克威/洛克威公園（傑伊街-都會科技） · 往尤克利德大道（傑伊街-都會科技） |

此地下車站設有一個島式月台和兩條軌道，亦是A線和C線的列車最北端的布魯克林車站。往北，IND第八大道線進入克蘭貝里街隧道，下穿東河前往曼哈頓。因此車站設計成管道形狀，並在上閘機層和下夾層興建扶手電梯以便來往街道以下70英呎的高低差。
車站以東，路線轉南前往傑伊街，並和IND第六大道線設有三組轉轍器一座此線的發電站位於傑伊街西側、協和街以北。另一個變電站位於紅十字廣場和卡德曼廣場東交界。

## 外部連結
- nycsubway.org—IND 8th Avenue: High Street/Brooklyn Bridge
- Station Reporter — A Lefferts
- Station Reporter — A Rockaway
- Station Reporter — C Train
- The Subway Nut — High Street – Brooklyn Bridge Pictures （页面存档备份，存于）
- Adams Street, west of Brooklyn Bridge Approach entrance from Google Maps Street View
- Adams Street, east of Brooklyn Bridge Approach entrance from Google Maps Street View
- Old Fulton Street entrance from Google Maps Street View